# Station Toporów
Station Toporów is een spoorwegstation in de Poolse plaats Świebodzin.